# Rattata et Rattatac
Pour les articles homonymes, voir Ratata.
Rattata (コラッタ, Koratta, dans les versions originales en japonais) et son évolution, Rattatac (ラッタ, Ratta), sont deux espèces de Pokémon de première génération.
Issus de la célèbre franchise de médias créée par Satoshi Tajiri, ils apparaissent dans une collection de jeux vidéo et de cartes, dans une série d'animation, plusieurs films, et d'autres produits dérivés, ils sont imaginés par l'équipe de Game Freak et dessinés par Ken Sugimori. Leur première apparition a lieu au Japon en 1996, dans les jeux vidéo Pokémon Vert et Pokémon Rouge. Ces deux Pokémon sont tous du type normal et occupent respectivement les 19e et 20e emplacements du Pokédex, l'encyclopédie fictive recensant les différentes espèces de Pokémon.

## Création
La franchise Pokémon, développée par Game Freak pour Nintendo et introduite au Japon en 1996, tourne autour du concept de capture et d'entraînement de 150 espèces de créatures appelées Pokémon, afin de les utiliser pour combattre des Pokémon sauvages et ceux d'autres dresseurs Pokémon, qu'il s'agisse de personnages non-joueurs ou d'autres joueurs humains. La puissance des Pokémon au combat est déterminée par leurs statistiques d'attaque, de défense et de vitesse et ils peuvent apprendre de nouvelles capacités en accumulant des points d'expérience ou si leur dresseur leur donne certains objets.

### Conception graphique
La conception de Rattata et de Rattatac est le fait, comme pour la plupart des Pokémon, de l'équipe chargée du développement des personnages au sein du studio Game Freak. Leur apparence est finalisée par Ken Sugimori pour la première génération des jeux Pokémon, Pokémon Rouge et Pokémon Vert, sortis à l'extérieur du Japon sous les titres de Pokémon Rouge et Pokémon Bleu,.

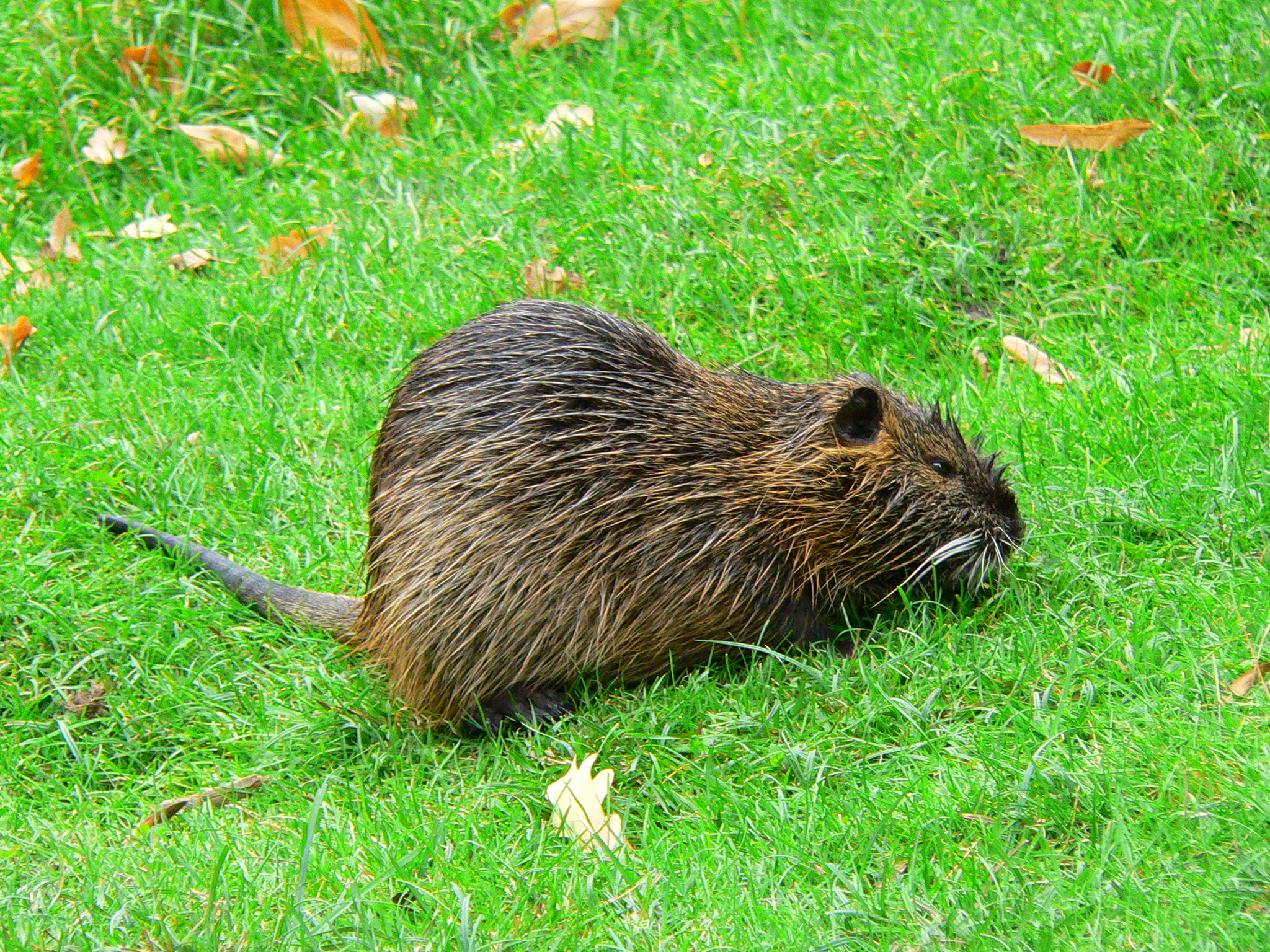
Rattatac a pu être inspiré du ragondin.

Nintendo et Game Freak n'ont pas évoqué les sources d'inspiration de ces Pokémon. Néanmoins, certains fans avancent que Rattata est basé sur le rat et Rattatac sur le ragondin.

### Étymologie
Rattata et Rattatac sont initialement nommés Koratta (コラッタ) et Ratta (ラッタ) en japonais. Ces noms sont ensuite adaptés dans trois langues lors de la parution des jeux en Occident : anglais, français et allemand ; le nom anglais est utilisé dans les autres traductions du jeu.
Nintendo choisit de donner aux Pokémon des noms « astucieux et descriptifs », liés à l'apparence ou aux pouvoirs des créatures, lors de la traduction des jeux ; il s'agit d'un moyen de rendre les personnages plus compréhensibles pour les enfants, notamment américains. Koratta est renommé « Rattata » en anglais et en français et « Rattfratz » en allemand et Ratta devient « Raticate » en anglais, « Rattikarl » en allemand et « Rattatac » en français. Selon IGN et Pokébip, en anglais et en français, Rattata est un mot-valise entre le mot « rat » et le verbe « attaquer » (attack en anglais),. Toujours selon les mêmes sources, Raticate est un mot-valise entre « rat » (rat en français) et « eradicate » (éliminer, éradiquer en français) et Rattatac a la même étymologie que Rattata.
En français, d'autres fans avancent que Rattata pourrait être un mot-valise entre « Rat » et « Rattatiner » ou « Ta-ta », l'onomatopée du bruit d'un missile. En anglais, Rattata devait s'appeler à l'origine « Rattatak ».

## Description
Ces deux Pokémon sont l'évolution l'un de l'autre : Rattata évolue en Rattatac. Dans les jeux vidéo, cette évolution survient en atteignant le niveau 20,.
Comme pratiquement tous les Pokémon, ils ne peuvent pas parler : lors de leurs apparitions dans les jeux vidéo tout comme dans la série d'animation, ils sont seulement capables de communiquer verbalement en répétant les syllabes de leur nom d'espèce en utilisant différents accents, différentes tonalités, et en rajoutant du langage corporel.

### Rattata
Rattata ressemble à un petit rat violet et a l'air agressif. Rattata est de type normal.
Le Pokédex, une encyclopédie Pokémon fictive, raconte que les Rattata sont de petits rats violets. Ils possèdent une morsure puissante et peuvent ainsi ronger n'importe quoi. Ils s'installent dans des endroits où la nourriture est abondante et vivent en colonie. Les Rattata se reproduisent rapidement et sont très prudents.

### Rattatac
Rattatac a l'allure d'un gros rat beige et blanc et a l'air agressif. Rattatac est de type normal.
Le Pokédex, une encyclopédie Pokémon fictive, raconte que les Rattatac sont de grands rats agressifs possédant de longues dents. On apprend dans les descriptions faites d'eux dans les différents jeux vidéo Pokémon que les Rattatac perdent leur sens de l'équilibre et un peu de leur rapidité si on leur coupe les moustaches. Leurs pattes, comportant trois doigts chacune, sont palmées, ce qui leur permet de nager et de traverser des rivières par exemple. Ils possèdent des crocs acérés qui poussent constamment, ils doivent donc tout le temps ronger quelque chose pour éviter qu'ils ne poussent trop ; ils sont même capables de détruire les fondations d'un immeuble avec leurs dents.

## Apparitions

### Jeux vidéo
Rattata et Rattatac apparaissent dans la série de jeux vidéo Pokémon. D'abord en japonais, puis traduits en plusieurs autres langues, ces jeux ont été vendus à plus de 200 millions d'exemplaires à travers le monde. Ils font leur première apparition le 27 février 1996, dans les jeux japonais Pocket Monsters Aka (ポケットモンスター 赤, Poketto Monsutā Aka, Pocket Monsters Rouge) et Pocket Monsters Midori (ポケットモンスター 緑, Poketto Monsutā Midori, Pocket Monsters Vert) (remplacé dans les autres pays par la version Bleue). Depuis la première édition de ces jeux, Rattata et Rattatac sont réapparus dans les versions jaune, or, argent, cristal, rouge feu, vert feuille, diamant, perle, platine, noir 2 et blanc 2, lune, soleil, ultra-lune, ultra-soleil . 
Il est possible d'avoir un œuf de Rattata en faisant se reproduire deux Pokémon dont au moins un Rattata ou un Rattatac femelle. Cet œuf éclot après 3 840 pas et un Rattata de niveau 5 en sort. Rattata et Rattatac appartiennent au groupe d'œuf champ et ont les capacités « Fuite », « Cran » et « Agitation ».
Rattata fait une apparition dans le jeu Pokémon Stadium en faisant partie du mini-jeu « Cours, Rattata, cours ».

### Série télévisée et films
La série télévisée Pokémon ainsi que les films sont des aventures séparées de la plupart des autres versions de Pokémon et mettent en scène Sacha en tant que personnage principal. Sacha et ses compagnons voyagent à travers le monde Pokémon en combattant d'autres dresseurs Pokémon. Rattata arrive dès le premier épisode Le Départ où il vole de la nourriture dans le sac-à-dos de Sacha, mais qui fuit devant le jeune dresseur. D'autres Rattata apparaissent dans l'épisode 8 Le chemin qui mène à la Ligue Pokémon. Ils appartiennent au dresseur Albert qui dresse ses Pokémon à la dure avec un fouet et des entraînements sévères. Sacha a momentanément eu un Rattatac durant la série télévisée. Il l'avait échangé contre son Papilusion sur le paquebot Sainte-Anne, mais ayant des remords, il le rend à son ancien propriétaire.